# Logan, Ohio
Logan är administrativ huvudort i Hocking County i delstaten Ohio. Orten har fått sitt namn efter en indianhövding. Logan hade 7 152 invånare enligt 2010 års folkräkning.

## Kända personer från Logan
- Ken Byers, utövare av amerikansk fotboll